# فراگ سیتی
فراگ سیتی (انگلیسی: Frog City) شرکت بازی ویدئویی آمریکایی است، که در سال ۱۹۹۴ تأسیس شد.